# David Price (basebollspelare)
David Taylor Price, född den 26 augusti 1985 i Murfreesboro i Tennessee, är en amerikansk professionell basebollspelare som spelar för Los Angeles Dodgers i Major League Baseball (MLB). Price är vänsterhänt pitcher.
Price har tidigare spelat för Tampa Bay Rays (2008–2014), Detroit Tigers (2014–2015), Toronto Blue Jays (2015) och Boston Red Sox (2016–2019). Han är en av de pitchers som hade störst framgångar i MLB under 2010-talet, då han bland annat vann World Series en gång, togs ut till MLB:s all star-match fem gånger och vann American Leagues Cy Young Award, priset till ligans bästa pitcher, en gång.

## Karriär

### College
Price draftades av Los Angeles Dodgers 2004 som 568:e spelare totalt direkt från high school, men han valde att inte skriva på för klubben utan studera vid Vanderbilt University i stället och spela för skolans basebollag Vanderbilt Commodores, vilket han gjorde 2005–2007. Där nådde han stora framgångar och vann 2007 både Dick Howser Trophy, priset till den bästa college-spelaren i USA, och Golden Spikes Award, priset till den bästa amatörspelaren i USA. Detta efter att ha varit 11–1 (elva vinster och en förlust) med en earned run average (ERA) på 2,63 och 194 strikeouts, flest bland alla college-pitchers i USA, på 133,1 innings pitched.

### Internationellt
Price deltog vid World University Baseball Championship 2006 i Kuba, där USA tog guld.

### Major League Baseball

#### Tampa Bay Rays
Price draftades för andra gången av Tampa Bay Devil Rays 2007 som första spelare totalt och samma år skrev han på ett sexårskontrakt med klubben värt 11,25 miljoner dollar.
Året efter, 2008, gjorde Price proffsdebut i Rays farmarklubbssystem. Efter mindre än en säsong i farmarligorna debuterade Price i MLB den 14 september. Han hann spela fem matcher, varav en start, under den korta tid som var kvar av grundserien. Under dessa sammanlagt 14 inningar varken vann eller förlorade han någon match, hade en ERA på 1,93 och tolv strikeouts. I slutspelet kom han in som avbytare (reliever) och avslutade fem matcher, varav två i World Series som Rays dock förlorade mot Philadelphia Phillies. I hela slutspelet var han 1–0, hade en save (i den sjunde och avgörande matchen i finalen i American League, American League Championship Series [ALCS], då Rays blev klara för World Series för första gången), en ERA på 1,59 och åtta strikeouts på 5,2 innings pitched. Motståndarnas slaggenomsnitt mot honom var bara 0,100. Han blev den fjärde pitchern i MLB:s historia att vinna en match i slutspelet innan han vunnit en match i grundserien och den nionde pitchern att ha en save i slutspelet innan han haft en save i grundserien. Efter säsongen utsågs han av den ansedda tidningen Baseball America till den främsta unga talangen i Rays organisation, av Minor League Baseball (MiLB) till den främsta unga talangen i nordamerikansk baseboll, av ESPN till den näst främsta unga talangen i nordamerikansk baseboll, av USA Today till Minor League Player of the Year och av Rays till Minor League Pitcher of the Year.

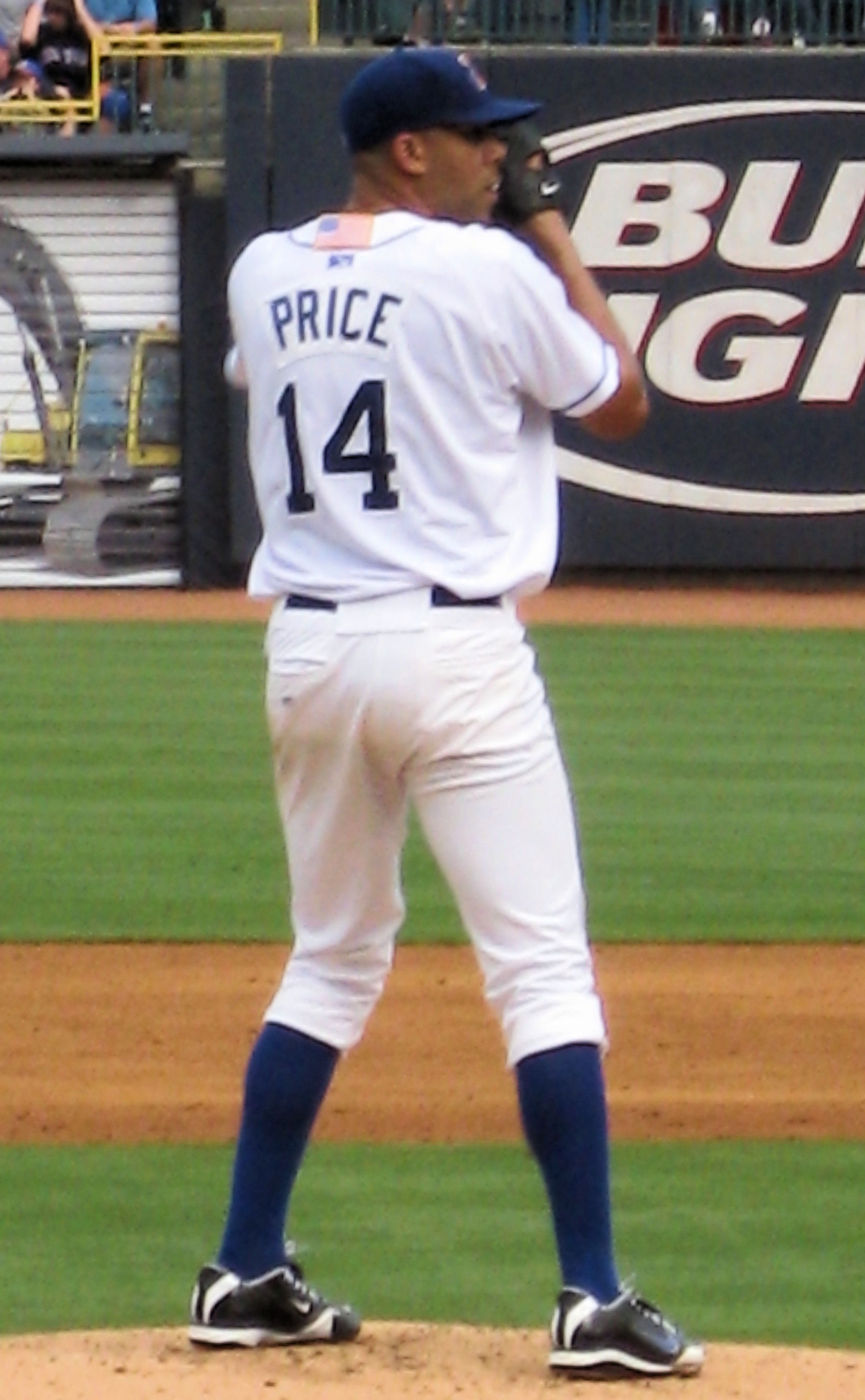
Price i farmarklubben Durham Bulls dräkt 2009.

2009 inledde Price i Rays högsta farmarklubb Durham Bulls, men flyttades upp till moderklubben i slutet av maj. Han vann sin första match i grundserien den 30 maj mot Minnesota Twins. Han avslutade säsongen starkt och var 7–3 med en ERA på 3,58 på de sista tolv starterna. Hans sju vinster efter all star-matchen var bäst i klubben. Under hela säsongen, där han fortfarande räknades som nykomling (rookie), gjorde han 23 starter för Rays och var 10–7 med en ERA på 4,42 och 102 strikeouts på 128,1 innings pitched. Motståndarna slog bara 0,241 mot honom, vilket var näst bäst av alla nykomlingar i MLB som startade åtminstone 20 matcher. Han hade 7,15 strikeouts per 9 innings pitched, vilket var fjärde bäst av alla nykomlingar i MLB. Han spelade bättre på hemmaplan (8–3, 2,93 ERA) än på bortaplan (2–4, 6,24 ERA). Han tangerade klubbrekordet när han vann fem raka hemmastarter.
När 2010 års säsong inleddes ansågs Price vara Rays fjärde bästa startande pitcher (starter), men han hade en mycket bra säsong som slutade med att han kom tvåa i omröstningen till American Leagues Cy Young Award och erhöll Warren Spahn Award av Oklahoma Sports Museum som den bästa vänsterhänta pitchern i MLB. Han pitchade sin första complete game, som också var hans första shutout, den 25 april mot Toronto Blue Jays. I juli fick han äran att starta all star-matchen och blev därmed den yngsta att göra det sedan Dwight Gooden 1988. I september var han 4–0 med en ERA på 1,67, vilket gav honom utmärkelsen Pitcher of the Month i American League. Han var under säsongen 19–6 med en ERA på 2,72 och 188 strikeouts på 208,2 innings pitched. Han hade bäst vinstprocent (76 %) av alla i MLB som pitchade åtminstone 162 inningar. Hans ERA var lägst av alla vänsterhänta pitchers i American League och näst lägst av alla vänsterhänta pitchers i MLB. Han tillät tre poäng eller färre i 27 (av 31) starter, vilket var fjärde flest i American League under de föregående 20 åren. Tolv av vinsterna kom mot klubbar som slutade säsongen med fler vinster än förluster, vilket var delat flest i MLB. Återigen spelade han bäst på hemmaplan (9–2, 1,96 ERA), och hans hemma-ERA var näst lägst i American League. Han tillät inte en enda homerun till vänsterhänta slagmän på hela säsongen. En kategori där han var sämre var walks, där hans 79 walks var delat sjätte flest i American League. Han satte eller tangerade flera klubbrekord för en säsong: flest vinster (19), flest hemmavinster (nio), lägst ERA (2,72), lägst slaggenomsnitt mot (0,221), flest quality starts (25) och högst vinstprocent (76 %). I slutspelet gick det dock sämre. Price förlorade båda matcherna han startade i semifinalen i American League, American League Division Series (ALDS), mot Texas Rangers, vilka också vann matchserien med 3–2.
2011 var Price etablerad som Rays bästa pitcher och han fick för första gången i karriären äran att starta säsongens första match. Han blev därmed den 13:e pitchern i MLB:s historia, och den första på 20 år, att ha gjort en start i säsongens första match, en start i all star-matchen och en start i slutspelet redan vid 25 års ålder. När han tillät en homerun till en vänsterhänt slagman den 16 maj var det den första sedan den 23 juni 2009, en period som omfattade 310 at bats. Den 9 juli tillät han Derek Jeters 3 000:e hit. För andra året i rad togs han ut till all star-matchen, men missade den på grund av en tåskada. Den 28 augusti mot Toronto Blue Jays satte han personligt rekord och även klubbrekord när han gjorde 14 strikeouts. Det blev dock hans sista vinst för säsongen trots sex starter i september. Han hade tidigare som mest haft fyra starter i rad utan en vinst. I matchen efter den med 14 strikeouts hade han elva, och 25 strikeouts i två matcher i rad var flest i MLB under säsongen och även det ett nytt klubbrekord. Under hela säsongen startade han 34 matcher, vilket var delat flest i MLB, och ett nytt personligt rekord. Han satte även personliga rekord i innings pitched (224,1) och strikeouts (218). Antalet strikeouts var fjärde flest bland alla vänsterhänta pitchers i MLB och femte flest bland alla pitchers i American League. Han kom vidare nia i American League i innings pitched och åtta i slaggenomsnitt mot (0,230). Vänsterhänta slagmän slog bara 0,171 mot honom, vilket var lägst bland startande pitchers i MLB. Han fick dock dålig hjälp av sina medspelare – han var en av tolv startande pitchers i American League som fick mindre än fyra poäng (3,93) per match i snitt och i nio av hans starter gjorde Rays ingen eller bara en poäng. Detta bidrog till att han blev den tionde pitchern i American Leagues historia och den blott andra på 30 år att nå minst 200 strikeouts, 200 innings pitched och en ERA under 3,50 och ändå förlora fler matcher (13) än han vann (tolv). Hans ERA på 3,49 var lägst i Rays historia för en pitcher som förlorade fler matcher än han vann. Han pitchade åtta inningar eller mer i nio olika matcher men hade ändå inte en enda complete game, vilket alla de andra ordinarie startande pitchers för Rays hade. Det hade bara hänt en gång tidigare i American Leagues historia att en pitcher pitchat lika många inningar som Price gjorde och ändå inte haft en enda complete game. För en gångs skull var han bättre på bortaplan (8–4, 3,25 ERA) än på hemmaplan (4–9, 3,71 ERA). Han hade minst tio strikeouts i sex olika matcher, vilket var delat näst flest i American League och delat klubbrekord. Före 2011 hade han sammanlagt haft tre sådana matcher. Från och med slutet av maj 2009, då han blev ordinarie startande pitcher, till och med 2011 vann Price 41 matcher, delat tredje flest av alla vänsterhänta pitchers i MLB efter CC Sabathia och Jon Lester.
I slutspelet startade han en match i ALDS, vilken han förlorade, återigen mot Texas Rangers, som även vann matchserien med 3–1.

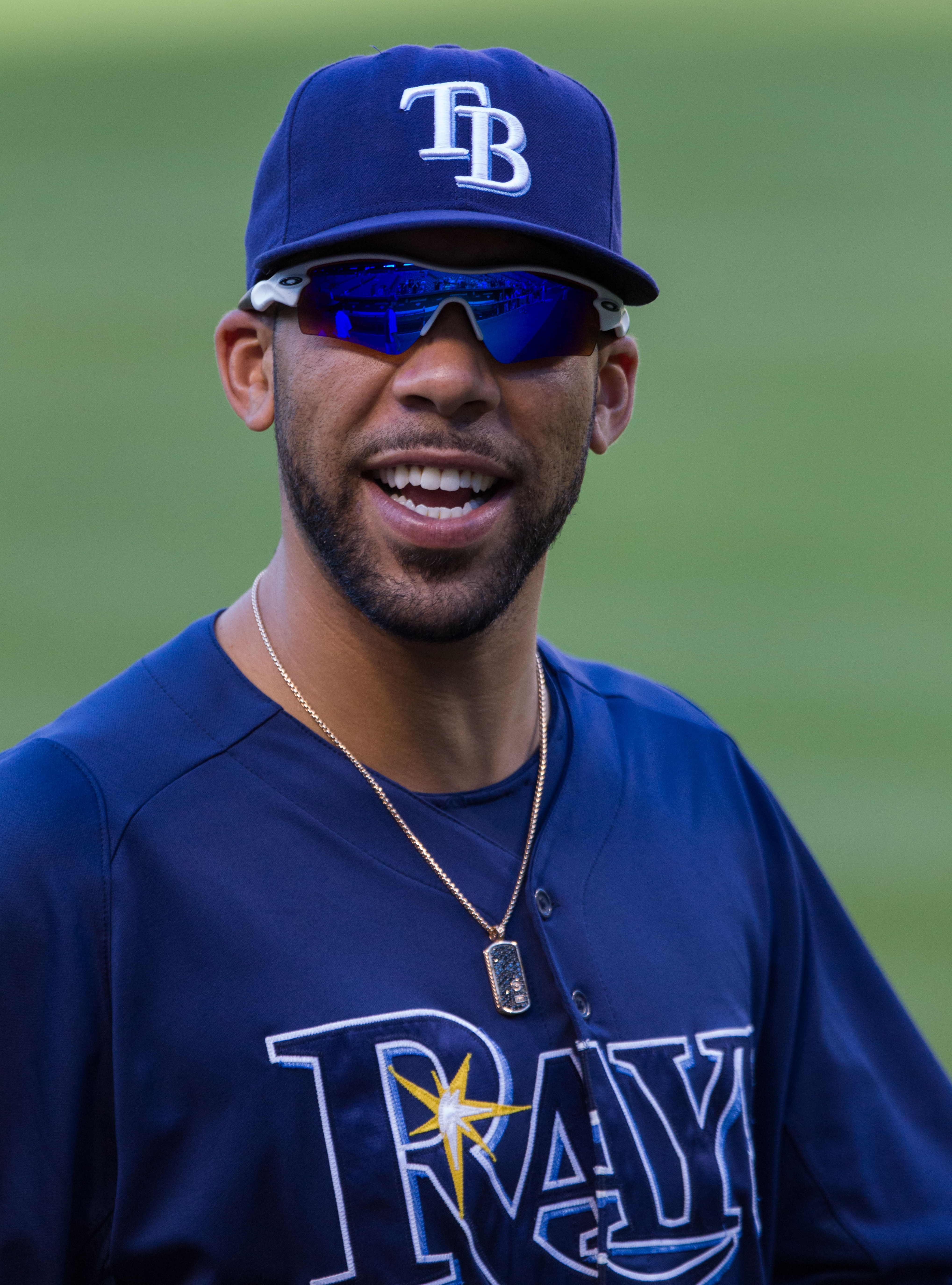
Price i Tampa Bay Rays dräkt 2012.

2012 var den mest framgångsrika säsongen dittills för Price. Den 24 april pitchade han sin andra shutout i karriären. För tredje året i rad blev han uttagen till all star-matchen. Vid säsongens slut hade han vunnit 20 matcher, vilket var nytt personligt rekord och nytt klubbrekord, och bara förlorat fem med en ERA på 2,56 och 205 strikeouts på 211 innings pitched. Både antalet vinster och hans ERA var bäst i American League och näst bäst i MLB. Han slog sina egna två år gamla klubbrekord i ERA och vinstprocent (80 %). Efter säsongen belönades han med American Leagues Cy Young Award, priset till ligans bästa pitcher. Han besegrade Justin Verlander med knapp marginal i omröstningen.
Inför 2013 års säsong skrev Price på ett ettårskontrakt värt 10,1125 miljoner dollar med Rays, en klar löneförhöjning jämfört med de 4,35 miljoner dollar han tjänade 2012. Hade parterna inte kommit överens hade Price haft rätt att kräva ett skiljeförfarande. Inledningen på säsongen blev dock inte så lyckad. På sina nio första starter var Price bara 1–4 och hans ERA var så hög som 5,24. Därefter blev han för första gången i MLB-karriären placerad på skadelistan med en muskelbristning i vänster triceps. Skadan höll honom borta från spel i en och en halv månad. Resten av grundserien pitchade han dock mycket bra; på 18 starter var han 9–4 med en ERA på 2,53 och hade 102 strikeouts mot bara 13 walks. Under den delen av säsongen var han bäst i MLB avseende innings pitched, complete games (fyra) och lägst antal pitches per inning (13,8). Den sista av dessa 18 matcher var en extrainsatt match mot Texas Rangers som avgjorde vilken av klubbarna som skulle gå till slutspel som den andra wild card-klubben. Price pitchade en complete game och Rays vann med 5–2 på bortaplan. Sett över hela grundserien 2013 var Price 10–8 med en ERA på 3,33 och 151 strikeouts på 27 starter (186,2 innings pitched). Hans fyra complete games var ett nytt personligt rekord och delat flest i American League. Han var vidare bäst i American League med 5,59 gånger fler strikeouts än walks, vilket var fjärde bäst i ligans historia för en vänsterhänt pitcher.
Sin första match i slutspelet gjorde Price i den andra matchen i ALDS mot Boston Red Sox. Price hade en dålig dag på jobbet och tillät sju poäng och nio hits på 7+ innings pitched när Rays förlorade med 4–7 och hamnade i underläge med 0–2 i matcher. Price fick ingen chans till revansch eftersom Rays åkte ut två matcher senare.
I januari 2014 kom Price och Rays överens om ett ettårskontrakt värt 14 miljoner dollar, och man undvek därigenom ånyo ett skiljeförfarande. Årslönen var den högsta i klubbens historia, högre än Carlos Peñas lön 2010 på 10,25 miljoner dollar. Han fick äran att starta klubbens första match för säsongen. Den 22 april pitchade han en complete game mot Minnesota Twins och den 13 maj ytterligare en mot Seattle Mariners. I och med sina tio strikeouts i en match den 15 juni kom han upp i 20 matcher under karriären med minst tio strikeouts, vilket var nytt klubbrekord. Den 20 juni nådde han milstolpen 1 000 strikeouts under karriären. Hans dominans över motståndarna fortsatte och den 25 juni lyckades han för femte starten i rad göra minst tio strikeouts, något som bara sju andra pitchers lyckats med under de föregående 100 åren, bland dem Nolan Ryan, Randy Johnson, Pedro Martínez och Curt Schilling. Den senaste att lyckas med det var Johan Santana 2004. Price satte samtidigt nytt klubbrekord med 54 strikeouts under en månad. I början av juli togs han ut till sin fjärde all star-match. Han var då 7–7 med en ERA på 3,50 på 18 starter. På 131 innings pitched hade han 153 strikeouts och bara 17 walks, men han hade tillåtit så många som 17 homeruns. Han kunde dock inte spela i all star-matchen eftersom han startade en match för Rays bara två dagar dessförinnan.
Den 31 juli 2014, sista dagen innan MLB:s tidsgräns för bytesaffärer löpte ut, bytte Rays bort Price till Detroit Tigers i en bytesaffär som även involverade Seattle Mariners. Price var dittills under säsongen 11–8 med en ERA på 3,11 och 189 strikeouts, flest i American League, på 23 starter. Totalt under sina knappa sju säsonger för Rays var han 82–47 med en ERA på 3,18 och 1 065 strikeouts på 175 matcher, varav 170 starter, omfattande 1 143,2 innings pitched.

#### Detroit Tigers
Price debuterade för Tigers den 5 augusti 2014 i en match mot New York Yankees där han pitchade 8,2 inningar och hade tio strikeouts. Tigers vann matchen efter förlängning, men Price fick en no decision. Sin första vinst i Tigers-tröjan fick han i sin tredje start, som också var hans hemmadebut, den 16 augusti mot Seattle Mariners. Under grundserien var han 4–4 med en ERA på 3,59 på elva starter för Tigers och sett över hela grundserien för både Rays och Tigers var han 15–12 med en ERA på 3,26 på 34 starter. Han satte personliga rekord i kategorierna innings pitched (248,1) och strikeouts (271), och han var bäst i American League i dessa kategorier och i starter. I slutspelet blev det bara en match för Price, match tre i ALDS mot Baltimore Orioles. Han tillät bara två poäng och fem hits på åtta innings pitched, men Tigers förlorade ändå matchen med 1–2 och åkte därmed ut med 0–3 i matcher.
I januari 2015 kom Price och Tigers överens om ett ettårskontrakt värt 19,75 miljoner dollar, vilket var det största ettårskontraktet i MLB:s historia för en spelare som hade rätt att kräva skiljeförfarande och ännu inte blivit free agent. I juli togs han ut till sin femte all star-match på sex år.
För andra året i rad byttes Price bort i slutet av juli, denna gång till Toronto Blue Jays. Han var då 9–2 med en ERA på 2,53.

#### Toronto Blue Jays

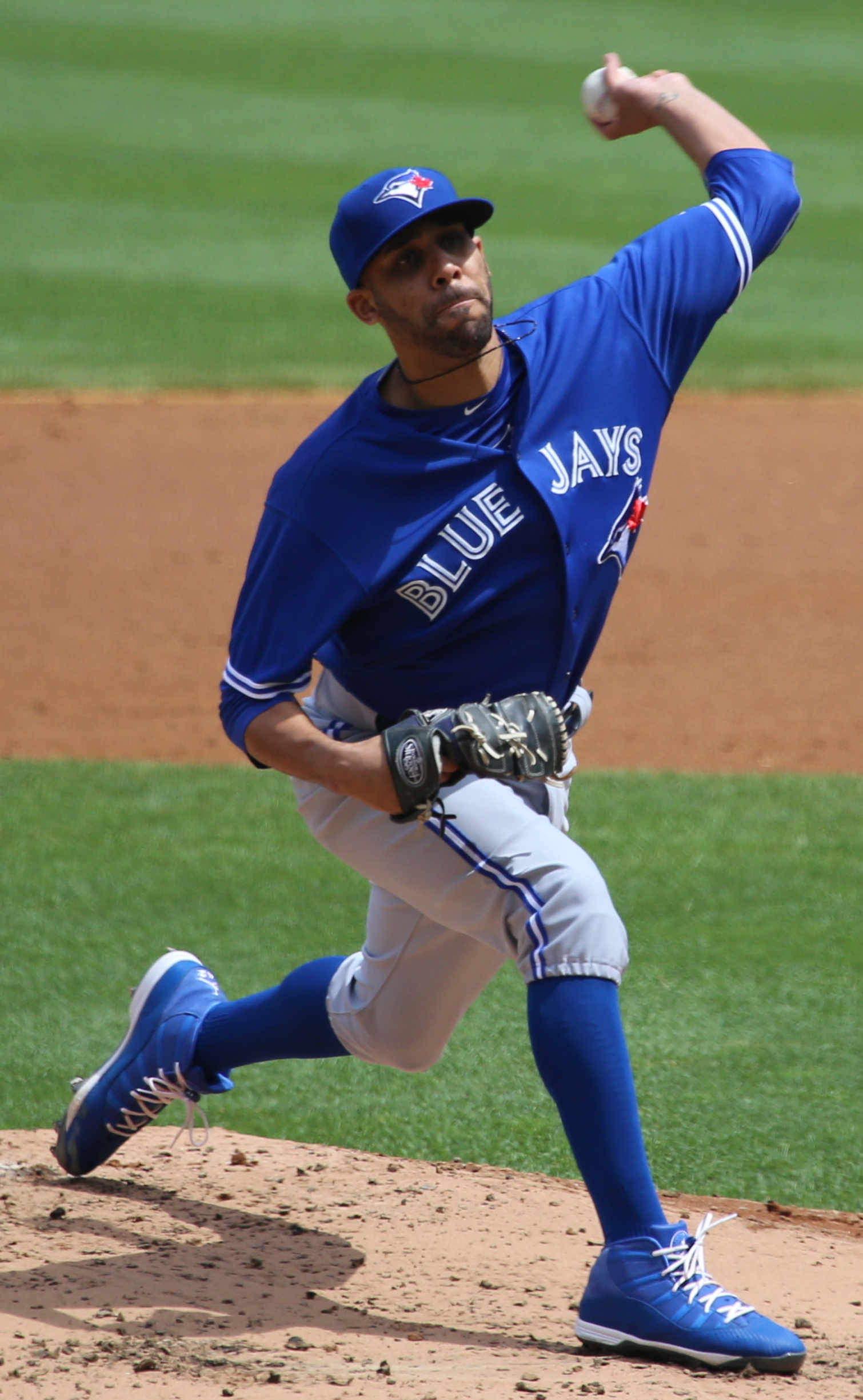
Price i Toronto Blue Jays dräkt 2015.

Den 5 september 2015 nådde Price milstolpen 100 vinster under karriären. Han infriade de högt ställda förväntningarna i Toronto och var under grundserien 9–1 med en ERA på 2,30 på elva starter för klubben. Totalt under grundserien för Detroit och Toronto var han 18–5 med en ERA på 2,45 och 225 strikeouts på 32 starter. Hans ERA var lägst i American League, antalet vinster och innings pitched (220,1) var tredje flest och antalet strikeouts fjärde flest i ligan.
I slutspelets första match gick det dock sämre. Price tillät fem poäng på sju inningar när Blue Jays förlorade med 3–5 mot Texas Rangers i American League Division Series (ALDS). Hans svårigheter under slutspelet fortsatte därmed och efter matchen var han 0–6 med en ERA på 5,23 under hans sex starter i slutspelet under karriären. Han gjorde tre matcher till i slutspelet, varav ett inhopp, men var totalt bara 1–2 med en ERA på 6,17. Toronto åkte ut i finalen i American League (ALCS) mot Kansas City Royals. I slutspelskarriären var han efter 2015 2–7 med en ERA på 5,12. Efter säsongen blev han free agent. Han kom tvåa i omröstningen till American Leagues Cy Young Award.

#### Boston Red Sox

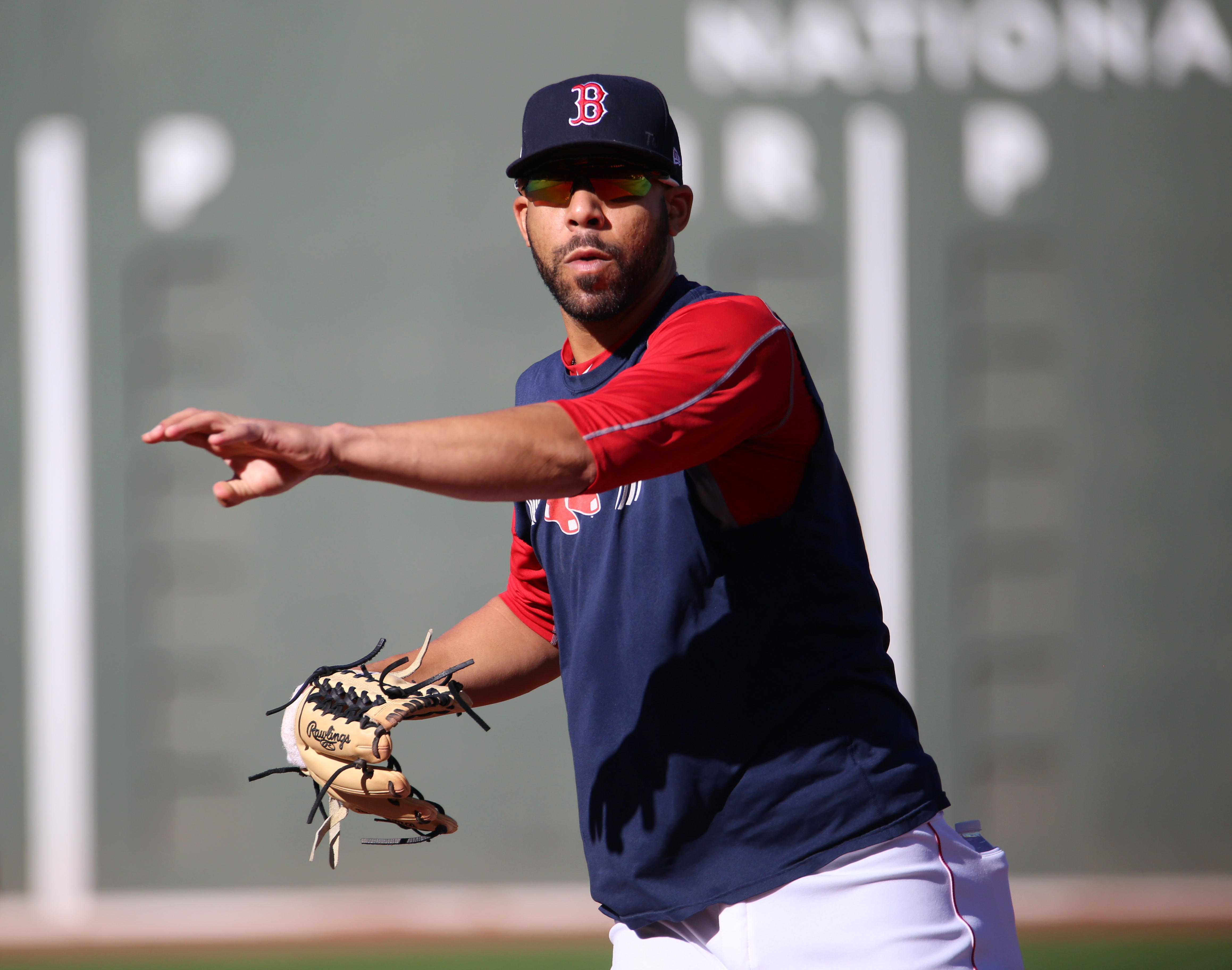
Price värmer upp inför en match i slutspelet 2016.

I början av december 2015 skrev Price på för Boston Red Sox. Kontraktet sträckte sig över sju år och var värt 217 miljoner dollar, vilket var nytt rekord för pitchers. Snittvärdet per år (31 miljoner dollar) var delat rekord för basebollspelare oavsett position med Miguel Cabrera. Det senare rekordet slogs bara några dagar senare när Zack Greinke skrev på ett sexårskontrakt med Arizona Diamondbacks värt 34,42 miljoner dollar per år. Price fick äran att starta Red Sox första match för säsongen, men på hans första sju starter för Boston var hans ERA 6,75 och hans fastball hade tappat en del hastighet. Han kom igen bra och slutade grundserien 17–9 med en ERA på 3,99 på 35 starter. Antalet starter och innings pitched (230,0) var bäst i American League. I slutspelet misslyckades han återigen; i hans enda start varade han bara 3,1 inningar, under vilka han tillät fem "förtjänta" poäng (earned runs), när Red Sox förlorade match 2 i ALDS mot Cleveland Indians. Hans slutspelsfacit var efter det 2–8 med en ERA på 5,54. Red Sox förlorade matchserien med 0–3.
Price skadade armbågen under försäsongsträningen 2017 och kunde inte göra debut för Red Sox förrän i slutet av maj. Efter att ha varit 5–3 med en ERA på 3,82 på elva starter fick han återigen problem med armbågen i slutet av juli och hamnade tillbaka på skadelistan. Han gjorde comeback i mitten av september, men användes bara som inhoppare under resten av säsongen. Han var under grundserien 6–3 med en ERA på 3,38 på 16 matcher, varav elva starter. I slutspelet gjorde han två bra inhopp när Red Sox förlorade i ALDS mot Houston Astros med 1–3 i matcher.
Price var 2018 tillbaka i sin vanliga roll som startande pitcher för Red Sox. Under grundserien startade han 30 matcher och var 16–7 med en ERA på 3,58 och 177 strikeouts på 176,0 innings pitched. I slutspelet var han först olycksam igen och byttes ut redan i andra inningen i match 2 i ALDS mot ärkerivalen New York Yankees. Det var hans tionde start i ett slutspel och hans lag hade förlorat samtliga tio matcher medan han själv var 0–9 med en ERA på 6,03. Red Sox gick vidare till ALCS mot Houston Astros och Price fick starta match 2. Då bröts hans långa förlustsvit och Red Sox vann matchen, även om Price inte pitchade jättebra och fick en no decision. Bara fyra dagar senare fick han starta match 5 som ersättare för Chris Sale, som led av en magåkomma, och den här gången pitchade han bra och vann matchen för Red Sox, hans första vinst som startande pitcher i slutspelssammanhang på tolv försök. Han tillät inga poäng och bara tre hits på sex innings pitched och hade nio strikeouts, personligt rekord i slutspelet. I och med vinsten var Red Sox klara för World Series. Där fick man möta Los Angeles Dodgers, och Price startade match 2. Återigen tillät han bara tre hits på sex innings pitched och även om han den här gången tillät två poäng så vann han ändå matchen för Red Sox. Därefter gjorde han ett inhopp i nionde inningen av match 3, bara två dagar efter match 2, men Red Sox förlorade matchen, den dittills längsta i MLB:s slutspel genom tiderna (sju timmar och 20 minuter) efter 18 inningar. Price fick sin slutgiltiga revansch för sina tidigare misslyckanden i slutspelet när han startade och vann match 5, där han pitchade in i åttonde inningen och bara tillät tre hits och en poäng. Vinsten innebar att Red Sox var World Series-mästare. Efter säsongen belönades Price med Babe Ruth Award, priset till den bästa spelaren i slutspelet, och American Leagues Comeback Player of the Year Award.
Drygt en månad in på 2019 års säsong drabbades Price av tendinit i vänster armbåge och missade några starter. Den 7 juli vann han sin 150:e match i grundserien och var då 6–0 på sina tio senaste starter. Ungefär en månad senare hamnade han på skadelistan igen, med en cysta i vänster handled. Han gjorde ett comeback-försök i början av september, men därefter bestämde klubben att hans säsong var över. På grund av skadorna gjorde han bara 22 starter under säsongen och var 7–5 med en ERA på 4,28 och 128 strikeouts på 107,1 innings pitched. I slutet av september opererades hans vänstra handled.
I februari 2020 trejdades Price tillsammans med Mookie Betts till Los Angeles Dodgers i utbyte mot Alex Verdugo, Connor Wong och Jeter Downs.

#### Los Angeles Dodgers
2020 års säsongsstart sköts upp till juli på grund av covid-19-pandemin och säsongen förkortades från 162 till 60 matcher. Strax före det att säsongen skulle inledas meddelade Price att han på grund av pandemin valde att inte spela alls under säsongen. Dodgers vann World Series den säsongen och tilldelade honom ett exemplar av den ring som traditionsenligt tillverkas för alla som är med och vinner World Series, trots att han inte spelade en enda match under säsongen. Price sålde ringen på auktion och gav pengarna till spelarorganisationen Players Alliance.
Under inledningen av 2021 års säsong fick Price nöja sig med rollen som inhoppare. Den 15 april fick han sin första save i grundserien under karriären, men ett par veckor senare fick han en muskelbristning i höger lårs baksida och var borta från spel i några veckor. Den 27 maj nådde han milstolpen 2 000 strikeouts i grundserien. Han deltog under grundserien i 39 matcher, varav elva starter, och var 5–2 med en ERA på 4,03 och 58 strikeouts på 73,2 innings pitched. I slutspelet fick han ingen speltid alls.

## Spelstil
Price använder ovanligt många olika typer av kast och med förhållandevis hög hastighet. I början av karriären kastade han mest en four-seam fastball, men senare har hans vanligaste kast varit en sinker och en cutter, två andra sorters fastballs, som brukar nå cirka 151 km/h (94 mph) respektive 143 km/h (89 mph). Sinkern använder han särskilt ofta mot vänsterhänta slagmän. Han kastar också en changeup i cirka 138 km/h (86 mph) och, mer sällan, en curveball i cirka 128 km/h (80 mph).

## Privatliv
Price gifte sig med hustrun Tiffany i november 2016. Paret fick sitt första barn, en son vid namn Xavier, i maj 2017. Dottern Zoe Isabel föddes i augusti 2019.